# Incappato
Incappato è un termine utilizzato in araldica per indicare la figura araldica di uno scudo diviso in tre da due diagonali che partono dalla metà del capo.
Nel caso in cui i tre campi sono di smalti diversi, si preferisce il termine interzato incappato. 
Secondo molti araldisti le linee diagonali possono anche essere ricurve. Questi usano il termine cappato per indicare uno scudo in cui le due linee curve partono dal centro del bordo superiore e raggiungono la metà dei fianchi. Esistono poi le varianti:
- cappato alzato: quando le linee curve raggiungono i fianchi dello scudo nella metà superiore
- cappato abbassato: quando le linee curve raggiungono i fianchi dello scudo nella metà inferiore (questa partizione è definita anche mantellato alzato).

D'oro, cappato di rosso
D'argento, incappato d'azzurro (Aldino)
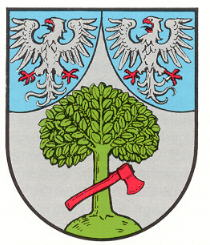
D'argento, cappato d'azzurro (Waldleiningen, Germania)
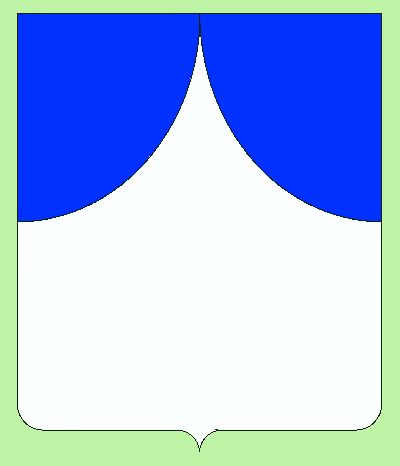
D'argento, cappato d'azzurro
Di verde, cappato d'argento (Seth, Germania)